# Gai Calvisi Sabí (cònsol any 26)
Gai Calvisi Sabí (en llatí: Gaius Calvisius Sabinus) va ser un magistrat romà que va viure al segle i. Era fill de Gai Calvisi Sabí, cònsol l'any 4 aC, i net de Gai Calvisi Sabí, cònsol l'any 39 aC.
Va ser nomenat cònsol l'any 26 amb Gneu Corneli Lèntul Getúlic, en temps de l'emperador Tiberi. El 32 va ser acusat de majestas, però el va salvar el tribú Juli Cels, un dels informadors dels suposats delictes.
Sota Calígula va ser governador de Pannònia, i va ser altre cop acusat junt amb la seva dona Cornèlia, aquesta vegada amb raó, però quan van veure que serien condemnats, tots dos es van suïcidar, segons expliquen Tàcit i Cassi Dió.